# James Clavell
James Clavell nascido Charles Edmund Dumaresq Clavell (Sydney, 10 de outubro de 1924 - Vevey, 7 de setembro de 1994), foi um autor e diretor de cinema britânico.

## Biografia
Clavell se dizia um inglês meio irlandês e americano, nascido na Austrália mas cidadão dos EUA e com residência ora na California, ora em Londres.
Foi educado na Inglaterra e serviu na Real Artilharia Britânica na Segunda Guerra Mundial. Foi capturado na Ilha de Java e internado em um campo de prisioneiros de Changi, o que influenciaria toda a sua obra.
Começou a escrever romances usando suas experiências como prisioneiro de guerra e se tornou precursor dos formatos novos dos best-sellers. Escreveu diversas obras sobre a cultura oriental entre elas Tai-Pan, Gai-Jin e Xogun. Esta última talvez seja a mais importante e assim a mais conhecida. Seus romances contribuem com o conhecimento da cultura oriental, com segredos até então não revelados, e como uma postura sócio-politica de confronto aos tradicionais livros históricos.
Foi também diretor de cinema e fez filmes de grande repercussão como Ao Mestre com Carinho com Sidney Poitier e A Mosca da Cabeça Branca, na década de 1950, refilmado depois na década de 1980 como A Mosca.
Morreu de câncer, aos 69 anos, ao lado da mulher e dos dois filhos.

## Romances deJames Clavell
| Nº | Título original                  | Título em Português | Tradutor                 | Ano    | trama                                          | nº de páginas                   |
| -- | -------------------------------- | ------------------- | ------------------------ | ------ | ---------------------------------------------- | ------------------------------- |
| 01 | Changi                           | King Rat            | Isabel Paquet de Araripe | (1962) | Situado numa prisão de guerra japonesa, 1945 - | 334                             |
| 01 | Tai pan                          | Tai Pan             | Sonia Coutinho           | (1966) | Situado em Hong Kong, 1841                     | 739                             |
| 02 | Xógum : a gloriosa saga do Japão | Shõgun              | Jaime Bernardes          | (1975) | Situado no Japão feudal, 1600                  | 1.039                           |
| 03 | Casa Nobre                       | Noble House         | Isabel Paquet de Araripe | (1981) | Situado em Hong Kong, 1963                     | 1.216                           |
| 04 | Turbilhão                        | Whirlwind           | Lea Viveiros de Castro   | (1986) | Situado no Irã, 1979                           | 1.133                           |
| 05 | Gai-jin                          | Gai-jin             | Pinheiro de Lemos        | (1993) | Situado no Japão, 1862                         | vol. 1, 628, vol. 2, 618= 1.346 |